# Kastell Weißenburg
Das Kastell Weißenburg, in der Antike Biriciana genannt, war ein römisches Alen-Kastell, das nahe am Obergermanisch-Rätischen Limes, einem UNESCO-Weltkulturerbe, errichtet wurde und im Stadtgebiet von Weißenburg im mittelfränkischen Landkreis Weißenburg-Gunzenhausen liegt. Heute zählt das Kastell mit seinen teilweise unterirdisch konservierten Bauresten, dem rekonstruierten Nordtor, den großen Thermen sowie dem Römermuseum mit integriertem Limes-Informationszentrum zu den wichtigsten Adressen der Limesforschung in Deutschland.

## Lage

Lage des Kastells
(Ende 19./Anfang 20. Jahrhundert)

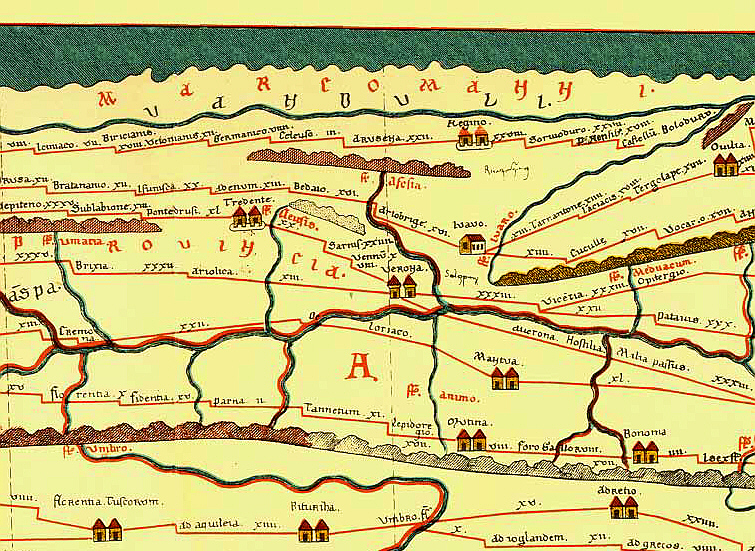
Biriciana auf der
Tabula Peutingeriana (oben links)

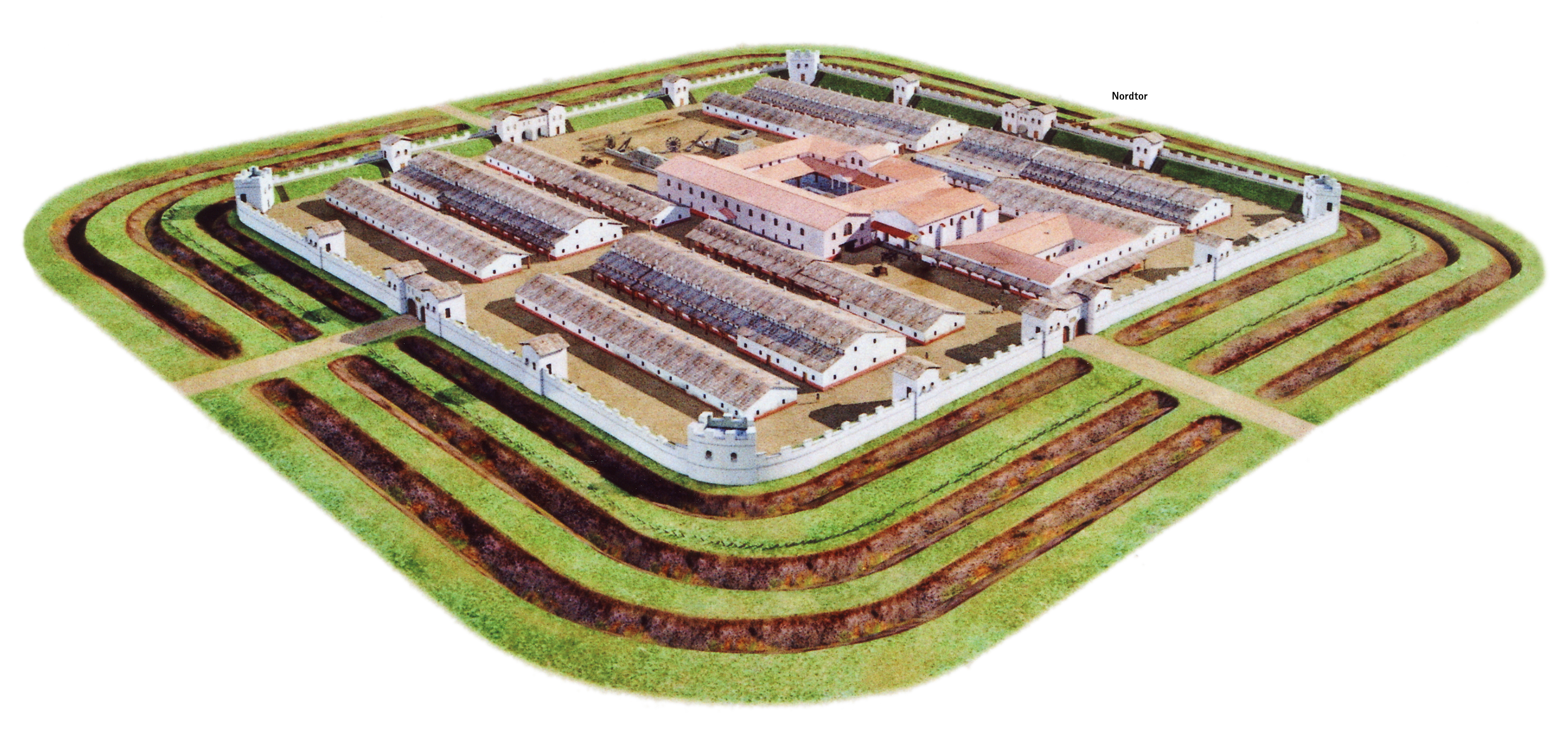
Rekonstruktionsversuch der Anlage. Etliche bauliche Details dieser Zeichnung sind wissenschaftlich für den Standort Weißenburg nicht zu belegen.

Das Kastell Weißenburg befindet sich in der Flur „Kesselfeld“ am westlichen Rande der Stadt auf einem freigehaltenen Areal, das als archäologische Schutzzone ausgewiesen ist. Der Garnisonsort wurde auf einer deutlichen Bodenwelle gegründet, die nach Nordwesten, zur Schwäbischen Rezat hin, flach abfällt. Mit seiner Prätorialfront und dem Haupttor, der Porta praetoria, orientiert sich die Fortifikation nach Südosten, während die nördlich gelegene, rückwärtige Porta decumana im abfallenden Gelände zum rund fünfeinhalb Kilometer nördlich verlaufenden Rätischen Limes ausgerichtet ist. Von dem erhöhten Standort aus hatte die römische Besatzung einen strategisch günstigen Rundumblick.

## Forschungsgeschichte
Der römische Name Biriciana ist durch die Tabula Peutingeriana, die mittelalterliche Kopie einer spätantiken Straßenkarte, überliefert, doch blieb die genaue Lokalisierung des Ortes bis in das frühe 19. Jahrhundert unsicher. Der Historiker Andreas Buchner (1776–1854) war 1818 der erste, der sich in seinem Bericht Reise auf der Teufels-Mauer für Weißenburg aussprach, doch glaubte er fälschlicherweise, in dem 2,5 Kilometer östlich von Weißenburg gelegenen Burgstall Alten Bürg das Kastell zu erkennen. Jahrzehntelang blieb diese Feststellung bestehen. Während der Regierungszeit des Königs Maximilian II. (1848–1864) wurde auf dem Westende der Bürg ein Erinnerungsstein für das Castrum errichtet.
Im Februar 1868 fand sich beim Bau des Bahnhofs das in der Folgezeit oft zitierte Weißenburger Militärdiplom vom 30. Juni 107. Im Umfeld der nordwestlich des Bahnhofs gelegenen Flur „Kesselfeld“ wurde zunächst lediglich eine römische Zivilsiedlung gemutmaßt. Es war der Archäologiepionier Friedrich Ohlenschlager (1840–1916), der diesen Platz 1884 nach theoretischen Überlegungen für den richtigen Standort der Garnison hielt. Lautgeschichtlich kann der Name „Kesselfeld“ auf das antike Wort Castellum zurückgeführt werden. Ohlenschlagers eigene Nachgrabungen brachten jedoch keine klaren Ergebnisse. Den archäologischen Nachweis eines Auxiliarkastells trat daher erst der altertumsbegeisterte Apotheker Wilhelm Kohl (1848–1898) an, der 1890 eine Ausgrabung des 1889 gegründeten Weißenburger Altertumsvereins leitete. Bis zu seinem Tod führte Kohl als Streckenkommissar der ab 1891 tätigen Reichs-Limeskommission (RLK) die Untersuchungen weiter. 1898 waren alle wesentliche Steinbauten der Anlage bekannt. Seine Nachfolger, die Kommerzienräte Julius Tröltsch (1841–1910) sowie Max Raab (1860–1946), führten die eigentlichen Grabungen der Reichs-Limeskommission bis 1913 weiter. 1914 gelang es Raab, das Kastellareal nachhaltig vor einer Überbauung zu schützen, indem er federführend den Ankauf des Geländes durch den Regierungsbezirk förderte. Anschließend nahm er bis 1917 ergänzende Untersuchungen im Lagerareal vor. Damit war die Zeit der bis heute bedeutendsten archäologischen Ausgrabungen am Garnisonsstandort Biriciana abgeschlossen.
Als bedeutendste Grabung der Zwischenkriegszeit wurde 1926 westlich des Kastells ein kleineres Bad teiluntersucht. Es lag an der dortigen Ausfallstraße der Fortifikation. Insbesondere nach dem Zweiten Weltkrieg kam es in und um Weißenburg immer wieder zu teilweise sensationellen Entdeckungen, bei denen zumeist das Bayerische Landesamt für Denkmalpflege federführend beteiligt war. Die bis dahin offenliegenden Fundamente der Kastellbauten selbst wurden 1965 wieder zugeschüttet, nachdem sich keine der bekannten Konservierungsmethoden bewährt hatte. Um dem Publikum jedoch die Grundrisse der Steinbauten sichtbar zu verdeutlichen, war 1963/1964 Beton auf die Mauerkronen aufgebracht worden.
1976 wurde rund 1,6 Kilometer vom Kastell entfernt, am nordöstlichen Stadtrand von Weißenburg in der Flur „Breitung“ mit Hilfe der Luftbildarchäologie ein Holz-Erde-Lager entdeckt, das in mehreren Grabungskampagnen bis 1991 erschlossen wurde. Rund 1,7 Kilometer südöstlich der Garnison von Biriciana wurde im Sommer 1977 der Teilgrundriss eines weiteren Kastells bei Emetzheim bekannt, das in der Flur „Steinmaueräcker“ liegt. Bereits im März desselben Jahres war während des Baus einer Siedlung die bis dahin größte rätische Thermenanlage eines Lagerdorfs (Vicus) entdeckt worden. Aufgrund ihrer Bedeutung und des guten Erhaltungszustandes wurde dieses Bad 1983 mit einer vorläufigen Dachkonstruktion versehen, bis 1985 vollständig restauriert und letztendlich durch einen aufwändigen Schutzbau für die Nachwelt gesichert. Eine archäologische Sensation wurde der Schatzfund von Weißenburg, der bei Gartenarbeiten unweit der Thermen im Herbst 1979 zu Tage kam. 1986/1987 gelang es bei Nachgrabungen an der Nordfront des Steinkastells erstmals, einen sicheren Beweis für die Existenz eines Holz-Erde-Lagers als Vorgängerbau zu erbringen. 1989/90 entstand auf den Originalfundamenten eine Rekonstruktion der Porta decumana, welche nach dem heutigen Wissenstand wohl ein Stockwerk höher hätte ausfallen müssen. In dem 1990 gegründeten archäologischen Park, der sich über das gesamte Kastellareal erstreckt, sind die Konturen der Wehrmauern und der Principia in ihrem Verlauf konserviert. 2006 fand eine Magnetometermessung auf dem Kastellareal statt, die erstmals seit dem 1906 veröffentlichten Lagerplan teils neue, mitunter abweichende Ergebnisse erbrachte.
Der Weißenburger Römerschatz als bedeutendster süddeutscher Fund dieser Art wurde nach dem Ankauf durch das Land Bayern zum Mittelpunkt des ab 1981 aufgebauten Weißenburger Römermuseums, einer Zweigstelle der Archäologischen Staatssammlung. Im Zusammenhang mit der Anerkennung des obergermanisch-raetischen Limes als Welterbestätte 2005 wurde Weißenburg zum Standort des bayerischen Limes-Informationszentrums gewählt, in das Römermuseum Weißenburg integriert und im Mai 2006 eröffnet.

## Baugeschichte

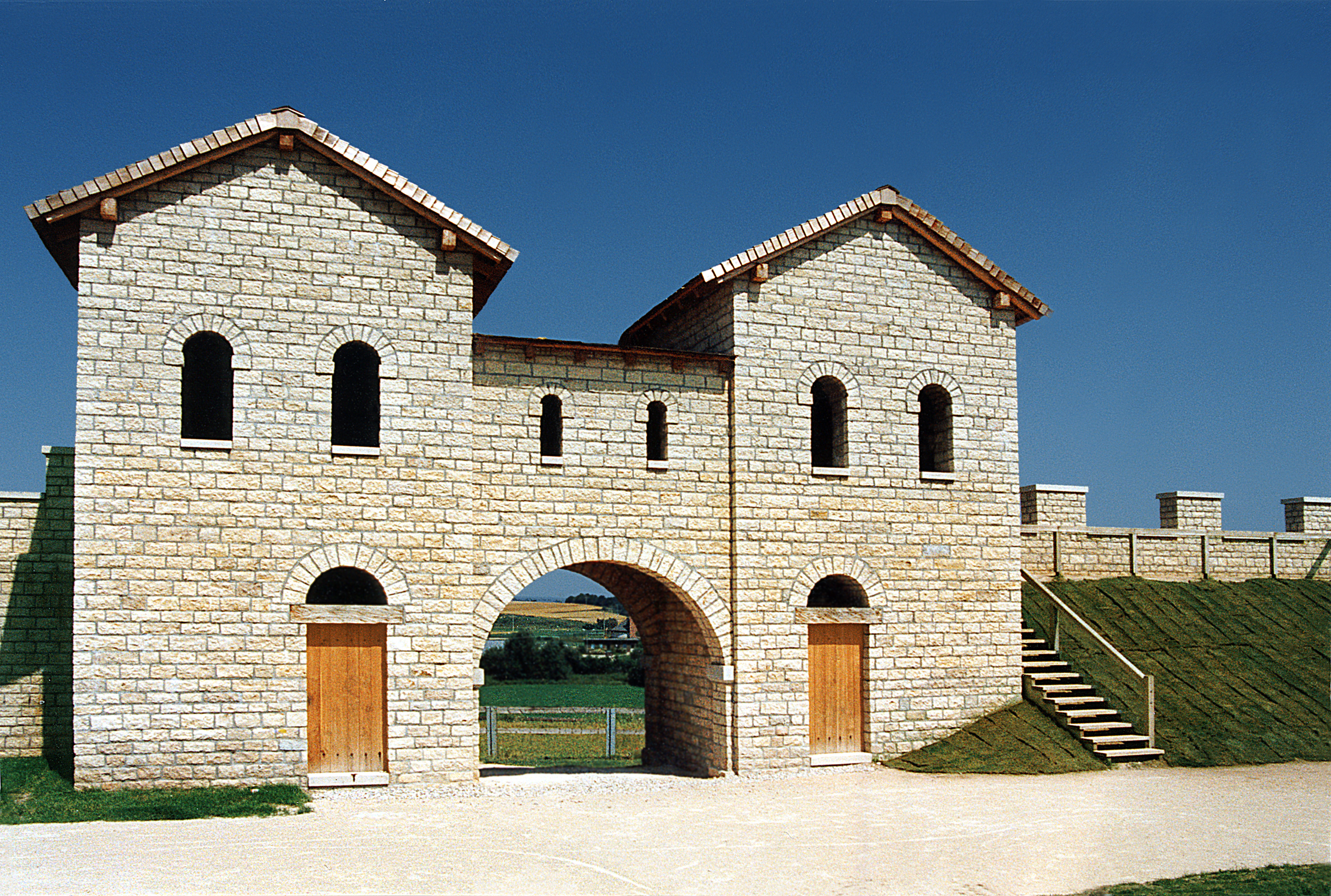
1990 fertiggestellter Nachbau der Porta decumana, Blick über die Lagerringstraße (1991)

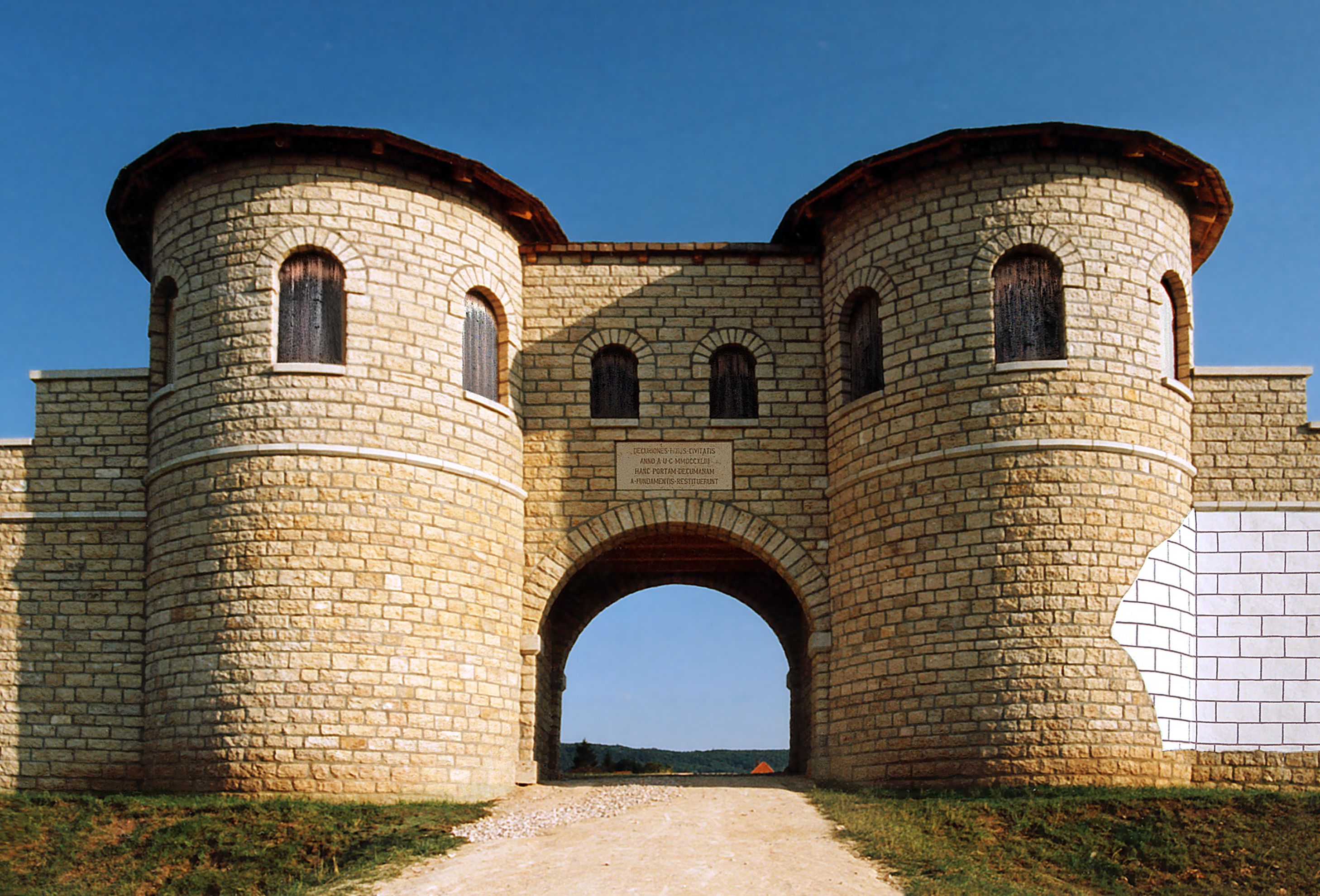
Die Frontseite der wohl ein Stockwerk zu niedrig rekonstruierten Porta decumana (1999)

In domitianischer oder wahrscheinlicher frühtrajanischer Zeit, vermutlich um das Jahr 100, wurde ein erstes, rund 2,8 Hektar großes Holz-Erde-Kastell durch die Reitereinheit Ala I Hispanorum Auriana an strategisch bedeutsamer Stelle angelegt. Die Garnison diente dort der Sicherung des nördlich der Donau neu eroberten Territoriums, das dem Gebiet der Provinz Raetia einverleibt worden war. Wie die an der Grabungen von 1986 ergaben, bestand die an der Nordfront nachgewiesene Porta decumana des Holz-Erde-Lagers aus zwölf Pfosten, je sechs dieser Pfosten gehörten zu einem der beiden Tortürme, durch die das eigentliche Tor flankiert wurde. Die beiden in Holzbauweise errichteten rechteckigen Türme besaßen einen 3,20 × 3,60 Meter großen Grundriss. Ein rund 0,60 Meter breites Palisadengräbchen verband das Tor zu beiden Seiten mit den anschließenden Zwischentürmen, die von jeweils vier Pfosten getragen wurden.
Um die Mitte des 2. Jahrhunderts wurde das Holz-Erde-Kastell durch ein Steinkastell von 3,1 Hektar Größe ersetzt. Dabei wurde die neue steinerne Umfassungsmauer mit ihren Toren und Türmen unmittelbar vor dem älteren Holzkastell errichtet. Wohl um 253, spätestens 254 wurden Kastell und Vicus im Zuge der alamannischen Einfälle zerstört (Limesfall). Die Schlussmünzen aus einem Münzschatzfund an der Via principalis dextra datieren auf die Jahre 251 und 253.
Bei Biriciana in seiner letzten Ausbauphase handelte es sich um ein mit den Abmessungen von 170 auf 174 mal 179 Meter nahezu quadratisches Steinkastell für eine Ala. Die Kastellmauer war an den Ecken abgerundet und mit Wehrtürmen versehen. Die insgesamt vier Tore wurden von Doppeltürmen flankiert, zwischen diesen und den Ecktürmen befand sich je ein weiterer, kleinerer Turm.
Die Mauer war ihrerseits von einem Doppelgraben umgeben, ein weiterer Graben konnte bislang lediglich auf drei Seiten des Kastells nachgewiesen werden. Dieses Spitzgrabensystem war nur im Bereich der Lagertore unterbrochen. An der Nordfront wurde 1986 bei den archäologischen Ausgrabungen auch das Grabenwerk wieder angeschnitten. Dabei konnte festgestellt werden, dass der äußerste Spitzgraben 2,70 Meter breit und 1,60 Meter tief erhalten geblieben war. Der mittlere Graben wurde mit einer Breite von 4,50 Metern und eine Tiefe von 1,40 Metern eingemessen. Als Besonderheit war dieser Graben als Fossa Punica angelegt worden. Die feindwärts gerichtete Seite war senkrecht in den Boden eingetieft, während die der Umfassungsmauer zugewandten Seite abgeschrägt war. Der innerste Graben war mit 5,40 Metern der breiteste.
Das Kastell Weißenburg ist mit seiner Porta praetoria (Haupttor) nach Süden ausgerichtet, die kleinere Porta decumana weist zum Limes. Porta principalis dextra (rechtes Seitentor) und Porta principalis sinistra (linkes Seitentor) entsprechen in ihrer Größe der Porta praetoria.
Die Verwaltungs- und Versorgungsgebäude waren allesamt in Steinbauweise ausgeführt und befanden sich im zentralen Teil des Lagers, dessen Mittelpunkt die großen Principia (Stabsgebäude) mit Fahnenheiligtum (Aedes), Waffenkammern (Armamentaria), Schreibstuben (Tabularia) und einer davorliegenden Basilica bildeten. Unweit davon befanden sich das zum Schutz gegen Schädlinge und Feuchtigkeit höher gelegte Horreum (Getreidespeicher) und das Wohngebäude des Kommandanten (Praetorium), das nach dem Vorbild einer Villa urbana um einen offenen Innenhof angelegt und in einigen Räumen mit einer Fußbodenheizung (Hypokaustum) ausgestattet war. Im westlichen Lagerbereich befanden sich die Fabricae (Werkstätten) und möglicherweise das – archäologisch noch nicht nachgewiesene – Valetudinarium (Lazarett).
Im Gegensatz zu den bisher genannten Bauten bestanden die Unterkünfte für Mannschaften und Tiere aus Fachwerkgebäuden. Durch Geomagnetik konnten 14 langgestreckte Baracken nachgewiesen werden, von denen insgesamt acht mit ihren Rückseiten aneinanderstießen, sodass sie zu Doppelbaracken zusammengeschlossen waren. In der südlichen Lagerhälfte befanden sich zu beiden Seiten der zentralen Nord-Süd-Straße (via praetoria) jeweils vier Baracken, von denen die beiden mittleren zu einer Doppelbaracke zusammengeschlossen waren. In der nördlichen Lagerhälfte standen westlich wie östlich der zentralen Straße jeweils drei Mannschaftsunterkünfte, nämlich je eine Doppelbaracke ganz im Norden des Lagers und je eine einzelne Baracke südlich davon. Jede dieser Bauten diente zur Unterbringung je einer Reiterschwadron (Turma); der kommandierende Decurio wohnte in einem breiteren Kopfbau, der sich zur Lagermitte hin am Ende der Baracke befand. Deren restliche Räumlichkeiten bestanden aus aneinandergereihten Doppelkammern: Jeweils in einer hinteren Kammer waren vier Reiter der Ala untergebracht, die zusammen eine Zimmergemeinschaft (Contubernium) bildeten, in einer davorliegenden Kammer ihre vier Pferde. Diese Aufteilung zeigte sich im archäologischen Befund durch grünlich gefärbte Reste von Jauchegruben in den vorderen Kammern. Anders als in der Forschung lange Zeit vermutet, befanden sich also nicht alle Soldatenunterkünfte in der nördlichen Lagerhälfte und die Stallungen separiert davon in der südlichen Lagerhälfte.
Aus dem Kastellareal stammen die Reste einer Panzerstatue, wie sie einst im Fahnenheiligtum in dem Principia aufgestellt gewesen sein könnte. Diese Fragmente datieren in die erste Hälfte des 3. Jahrhunderts n. Chr.

Befunde zur Zeit der Reichs-Limeskommission (1890 bis 1905)
Grundriss
Principia und Horreum
Praetorium
Tore und Ecktürme
Hypokaustum des Praetoriums von Nord
Praefurnium „d“ in der Retentura
Osttor von Innen
Südturm des Osttores von außen

## Truppe und Offiziere

### Inschriftenfunde

Inschriftenfunde
aus der Zeit der Reichs-Limeskommission (1890 bis 1904)

Durch Inschriften blieben sowohl die Namen der in Weißenburg liegenden beiden Einheiten als auch die Namen einiger Offiziere und ihrer Dienstgrade erhalten. Ein bis 1892 an der Andreaskirche vermauerter Votivaltar für Jupiter nennt einen Marcus Victorius Provincialis als Truppenkommandeur (Praefectus cohortis) der Cohors IX Batavorum equitata milliaria exploratorum.
I(ovi) o(ptimo) m(aximo)
sacrum
coh(ors) IX Bat(avorum)
eq(uitata) (miliaria) expl(oratorum)
cui praeest
M(arcus) Victorius
Provincia-
lis praef(ectus)
v(otum) s(olvit) l(ibens) l(aetus) m(erito)
Übersetzung:
Jupiter, dem Besten und Größten geweiht. Die 9. Batavische teilberittene 1000 Mann starke Aufklärungskohorte, der Kommandeur Marcus Victorius Provincialis befehligt, hat ihr Gelübde gern, freudig und nach Gebühr eingelöst.
Der wohlhabende Decurio (Rittmeister) Primus Saturninus der Ala I Hispanorum Auriana (erste Kavallerie-Einheit der Spanier „Auriana“) ließ sich nach seiner ehrenvollen Entlassung aus dem Militärdienst im ausgehenden 2. Jahrhundert n. Chr. in Celeusum nieder, das nach Fundlage ein ebenfalls bedeutender Ort am Limes gewesen sein muss. Seine 1,22 × 0,5 Meter große Grabinschrift, die einst zu einem entsprechenden Monument gehörte, fand sich 1903 beim Umbau der Pfarrkirche von Pförring und ist heute an der dortigen Sebastianskapelle zu finden:
Prim(us) Saturninus
ex dec(urione) al(ae) Auri(anae) m(issus) h(onesta) m(issione)
Iul(iae) Victorinae uxo(ri)
Prim(ae) Saturninae / [ ---
Übersetzung:
Primus Saturninus, ehemaliger ehrenvoll entlassener Rittmeister der Ala Auriana hat seiner Ehefrau Julia Victorina …
Der Grabstein eines Mannschaftssoldaten, früher ebenfalls an der Weißenburger Andreaskirche zu finden, nennt einen weiteren Decurio namens Martinus:
D(is) M(anibus) Victor(is)
cura[gentis]
ex t(urma)
Martini

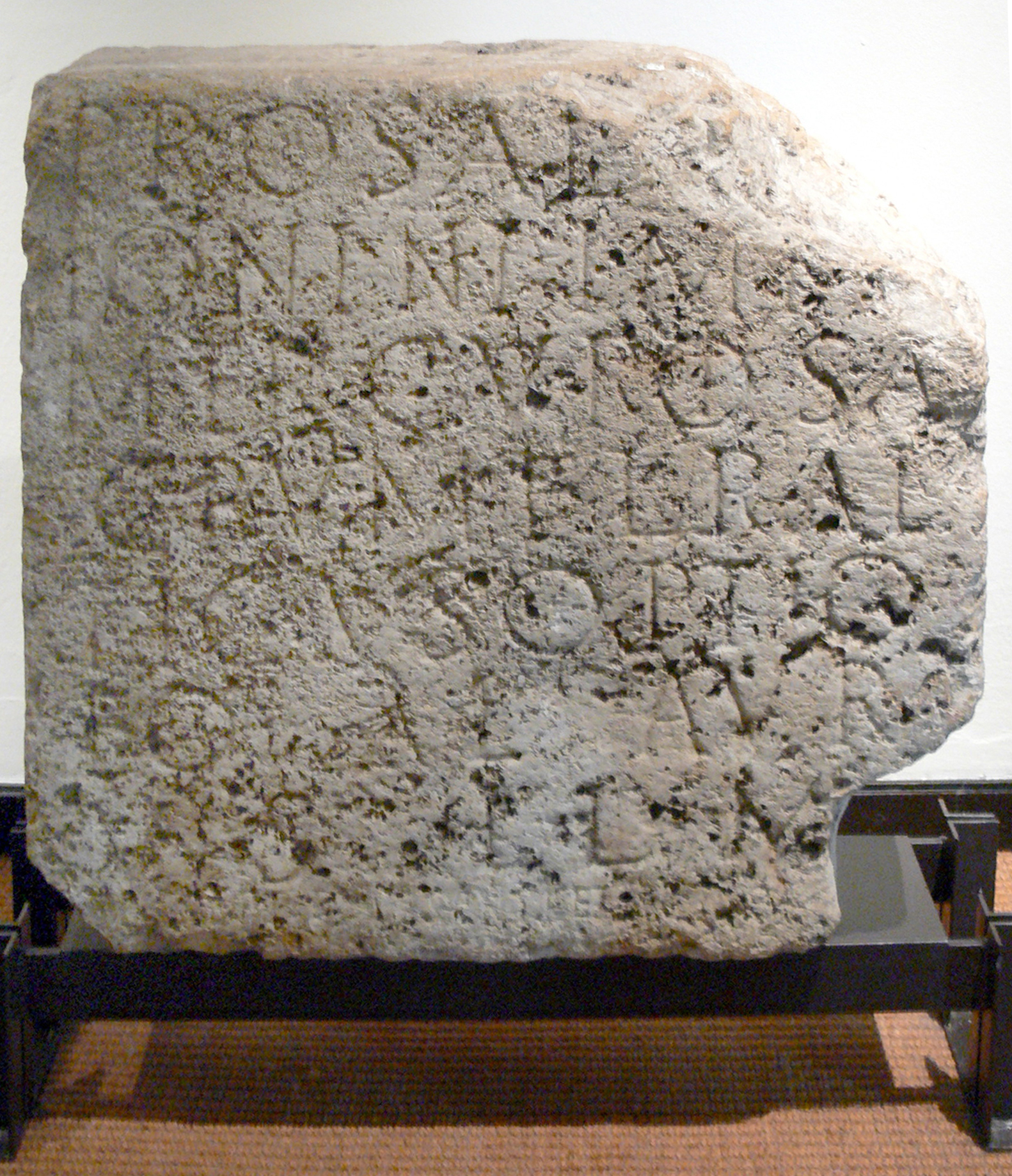
Weihinschrift des Flavius Raeticus

Der Optio equitum, befehlshabender Unteroffizier der Ala Auriana, Flavius Raeticus, wird in einer Weihinschrift aus dem Jahr 153 n. Chr. genannt. Sie wurde im nahen Emetzheim aufgefunden:
Pro salu[te An]
tonini imp(eratoris) n(ostri)
Mercurio sa(crum) Fl(avius) Rae
ticus optio
eq(uitum) al(ae) Aur(ianae)
v(otum) s(olvit) l(ibens) l(aetus) m(erito)
Pr[ae]sente et [Ruf]ino co(n)s(ulibus)
Übersetzung:
Zu Wohl unseres Kaisers Antoninus. Für den heiligen Merkur hat Flavius Raeticus, Optio equitum der Ala Auriana, sein Gelübde gern, freudig und nach Gebühr eingelöst. Unter dem Konsulat von Praesens und Rufinus.

### Truppengeschichte
Das Kastell war bis auf eine kleinere Unterbrechung wohl durchgängig von der Ala I Hispanorum Auriana (1. Spanische Kavallerie-Einheit Auriana) belegt. Die Alae (zu deutsch: Flügel) waren aus 16 Turmae (Abteilungen) von je rund 30 bis 33 Reitern bestehende, selbständig operierende Kavallerieeinheiten mit sowohl taktischen als auch strategischen Funktionen.
Die ebenfalls bezeugte Cohors IX Batavorum equitata milliaria exploratorum könnte möglicherweise dem zweiten, im Osten gelegene Holz-Erde-Lager in der Flur „Breitung“ zugeordnet werden. Diese Anlage wurde vermutlich kurz nach der Mitte des zweiten Jahrhunderts errichtet. Möglicherweise ersetzte sie die in die Parther- und Markomannenkriege abkommandierte Ala I Hispanorum.
Im Winter 1867 wurde bei Bauarbeiten an der Eisenbahnlinie Treuchtlingen-Pleinfeld ein Militärdiplom vom 30. Juni 107 für den Soldaten Mogetissa geborgen. Der Boier Mogetissa, Sohn des Comatullus, gehörte gleichfalls der Ala I Hispanorum Auriana an. Mit seiner Entlassungsurkunde konnte er seine Lebensgefährtin Verecunda ehelichen und ihre gemeinsame Tochter Matrulla legitimieren. Kommandeur der Ala war damals Marcus Insteius Coelenus, Sohn des Marcus, aus der Tribus Palatina.

### Bekannte Kommandeure der Ala I Hispanorum
| Name                           | Rang | Zeitstellung      | Bemerkung                                |
| ------------------------------ | ---- | ----------------- | ---------------------------------------- |
| Marcus Insteius Coelenus       |      | 30. Juni 107      | Sohn des Marcus, aus der Tribus Palatina |
| […] Bassus Roma                |      | 122–140           |                                          |
| Sextus Graesius Severus Piceno |      | 28. September 157 |                                          |

## Vicus, Thermen und Umland

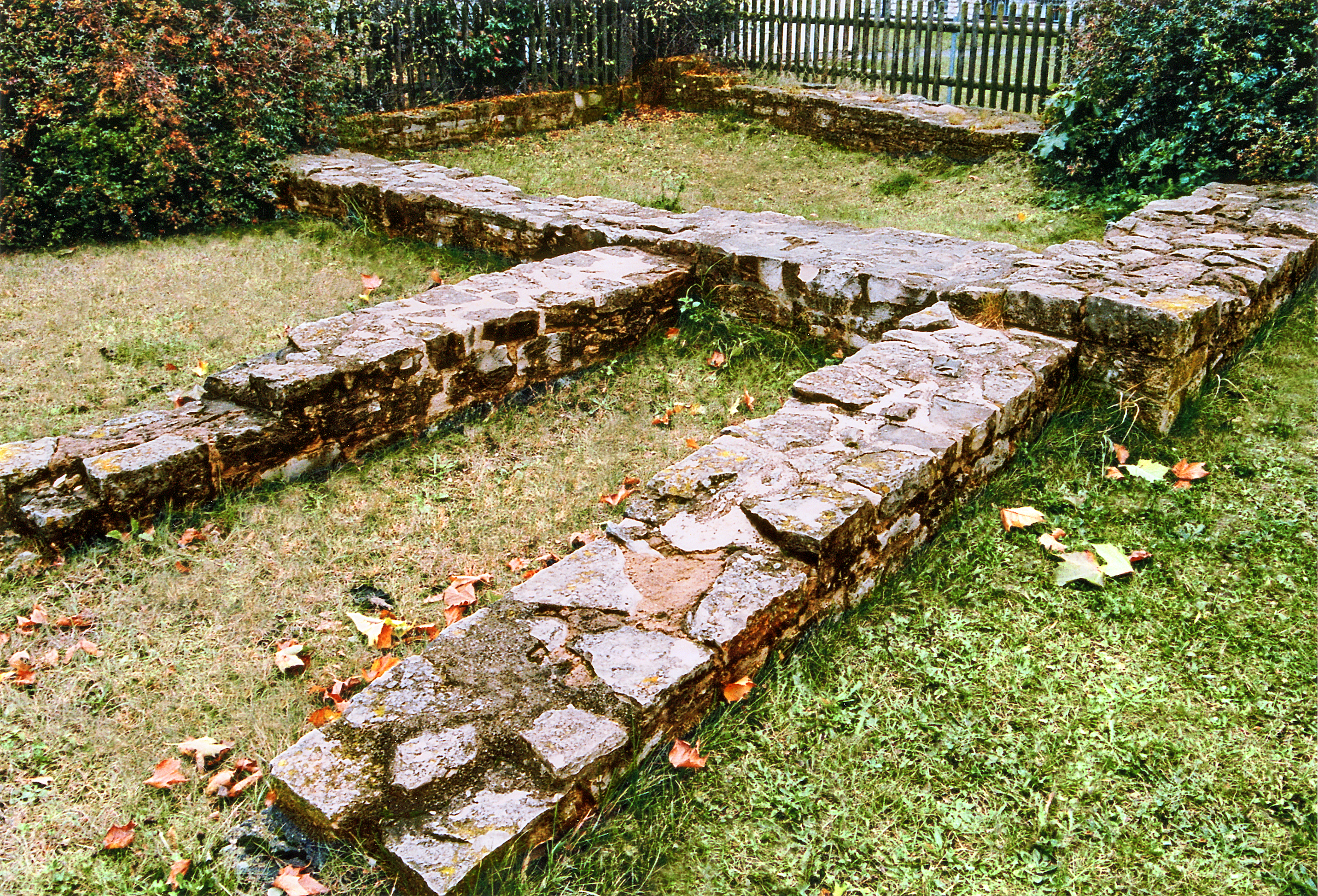
Nach der Grabung zugeschütteter Keller eines Streifenhauses im Vicus nahe den großen Thermen

Archäologisch gesicherte Reste des Vicus nahe den großen Thermen

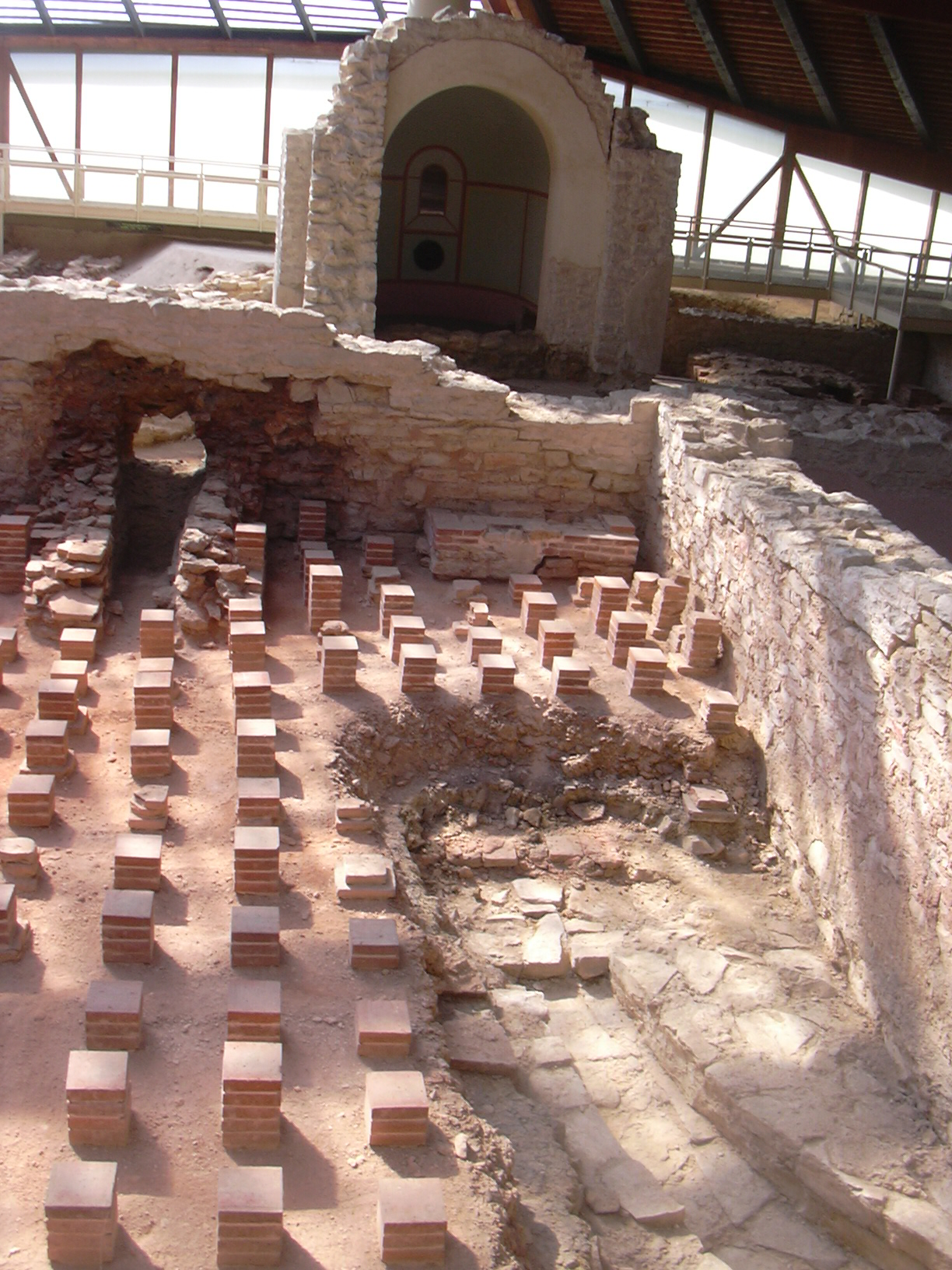
„Große Thermen“: Tepidarium 1, dahinter kleines Frigidarium

Üblicherweise siedelten sich in unmittelbarer Umgebung römischer Garnisonen immer auch Familienangehörige der Soldaten, Soldaten nach dem Ablauf ihrer Dienstzeit, Händler, Handwerker und Kneipiers in den Vici genannten Zivilsiedlungen an, so auch in Weißenburg. Der Vicus von Biriciana, dessen exakte Begrenzung aufgrund der neuzeitlichen Überbauung nicht mehr überall lokalisiert werden konnte, erstreckte sich über eine Gesamtfläche von etwa 30 Hektar und dürfte zu seiner Blütezeit im ausgehenden zweiten Jahrhundert eine Bevölkerungsstärke von rund 2500 Bewohnern erreicht haben.
Der weitläufige Weißenburger Vicus beinhaltete unter anderem eine Mansio sowie drei Badegebäude, von denen die so genannten „Großen Thermen“ zu den bemerkenswertesten Gebäuden dieser Art auf deutschem Boden zählen. Von diesem Badekomplex konnten insgesamt drei Bauphasen ermittelt werden. Der erste Bau entstand zeitgleich mit der Errichtung des Kastells um das Jahr 90 und war ein einfaches Reihenbad, das um 130 in einer zweiten Bauphase wesentlich erweitert wurde. Nachdem das Badegebäude wohl infolge der Markomannenkriege zerstört worden war, wurde um das Jahr 180 eine dritte mit den Abmessungen von 65 mal 42,5 Metern deutlich größere und auch luxuriöserer Thermenanlage vom Ringtypus errichtet. Diese hatte Bestand, bis sie um das Jahr 230 im Zuge der Alamanneneinfälle erheblich beschädigt wurde. Danach wurden nur noch einzelne verbliebene Räume zu anderen als Badezwecken genutzt.
Außerhalb des Vicus schlossen sich entlang der Hauptverkehrsstraßen Gräberfelder sowie Weiden für die Pferde der Kastellbesatzung an. Für die Nahrungsversorgung des Kastells sorgten vermutlich die Gutshöfe (villae rusticae) der näheren Umgebung. Eine durch Luftbildprospektion lokalisierte villa rustica, gut zweieinhalb Kilometer südlich des Kastells, westlich der nach Treuchtlingen führenden Straße, wurde 1985/1986 ausgegraben. Es handelte sich um ein eher bescheidenes Anwesen mit sechs Räumen und einem ummauerten Hofbereich von 240 Quadratmetern.

## Denkmalschutz
Das Kastell Weißenburg und die erwähnten Anlagen sind als Abschnitt des Obergermanisch-Rätischen Limes seit 2005 Teil des UNESCO-Welterbes. Außerdem sind sie geschützt als eingetragene Bodendenkmale im Sinne des Bayerischen Denkmalschutzgesetzes (BayDSchG). Nachforschungen und gezieltes Sammeln von Funden sind erlaubnispflichtig, Zufallsfunde sind den Denkmalbehörden anzuzeigen.